# 오쿠와역 (도치기현)
오쿠와역(일본어: 大桑駅)은 일본 도치기현 닛코시에 있는 도부 철도 기누가와 선의 역이다. 역 번호는 TN 52이다.

## 역사
- 1919년 1월 2일: 시모노 궤도의 역으로 영업 개시.
- 1921년 6월 6일: 시모노 궤도가 하야 전기 철도로 변경되어, 시모 전기 궤도의 역이 됨.
- 1943년 5월 1일: 도부 철도가 하야 전기 철도를 매수하여 도부 철도의 역이 됨.
- 1973년 9월 1일: 역 무인화(간이 위탁 개시).
- 2017년 4월 21일: 특급 "케곤" 정차 개시.

## 역 구조
섬식 승강장 1면 2선의 지상역이다. 역사는 선로의 서쪽에 있고 승강장 및 선로의 동쪽을 연결하는 과선교가 설치되어 있다. 역무원의 배치역에서 승차권은 역전 상점에서 판매하고 있다.

### 승강장
| 번호 | 노선        | 방향 | 행선                                                                                    |
| ---- | ----------- | ---- | --------------------------------------------------------------------------------------- |
| 1    | 기누가와 선 | 하행 | 기누가와온센・■ 야간 철도선 아이즈코겐오제구치・ ■ 아이즈 철도선 아이즈타지마 방면      |
| 2    | 기누가와 선 | 상행 | 시모이마이치・ 도부 스카이트리 라인 가스카베・기타센주・ 도쿄 스카이트리・아사쿠사 방면 |

## 역 주변
- 닛코 시청 도요오카 지소
- 닛코 시 도요오카 공민관
- 닛코 시 도요오카 운동공원
- 닛코 시립 오쿠와 초등학교
- 오쿠와 우체국
- 나미키 시주비
- 국도 제121호선

## 사진

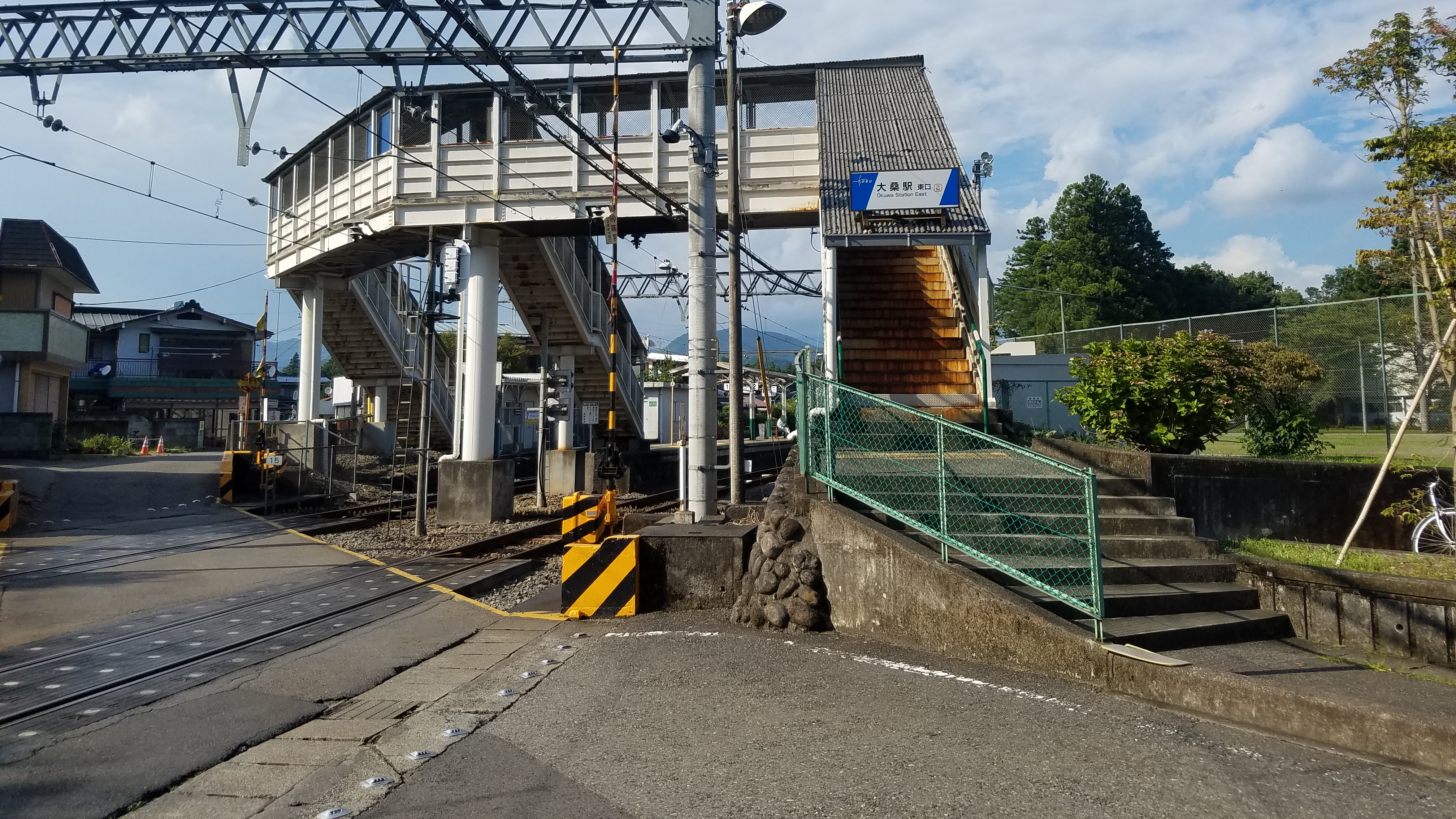
동쪽 출입구(2021년 8월)

## 인접역
| 도부 철도 기누가와 선              | 도부 철도 기누가와 선                              | 도부 철도 기누가와 선            |
| ---------------------------------- | -------------------------------------------------- | -------------------------------- |
| TN 51 다이야무코 시모이마이치 방면 | □ 쾌속 "AIZU 마운트 익스프레스" ■ 구간 급행 ■ 보통 | 신타카토쿠 TN 53 신후지와라 방면 |